# Лемаєв Василь Петрович
Василь Петрович Лемаєв (7 січня 1902, село Нова Слобода Лукоянівського повіту Нижньогородської губернії, тепер Нижньогородської області, Російська Федерація — 5 листопада 1991, місто Нижній Новгород, Російська Федерація) — радянський партійний діяч, 1-й секретар Північно-Осетинського обласного комітету ВКП(б). Депутат Верховної Ради СРСР 1-го скликання.

## Біографія
Народився в родині селянина-середняка. З 1912 по квітень 1920 року — селянин в господарстві батьків у селі Нова Слобода Лукоянівського повіту Нижньогородської губернії.
У квітні — червні 1920 року — червоноармієць 27-го стілецького запасного полку в місті Нижньому Новгороді. У липні — вересні 1920 року — червоноармієць 135-го стілецького полку 15-ї Інзенської стрілецької дивізії РСЧА на Південному фронті. У 1920 році вступив до комсомолу.
У вересні 1920 — квітні 1921 року — черговий пожежник заводу «Брянський арсенал» в місті Нижньому Новгороді.
У квітні — вересні 1921 року — завідувач організаційного відділу Ново-Слободського волосного комітету комсомолу (РКСМ) Нижньогородської губернії.
Член РКП(б) з липня 1921 року.
У вересні 1921 — січні 1922 року — червоноармієць вартової команди в місті Можайську Московської губернії. У січні — квітні 1922 року — боєць частин особливого призначення в місті Твері. У квітні 1922 — червні 1924 року — командир відділення, політпрацівник вартової команди в місті Нижньому Новгороді.
У червні 1924 — вересні 1925 року — голова місцевого комітету Спілки радторгслужбовців в селі Бор Нижньогородської губернії.
У вересні 1925 — червні 1926 року — курсант Нижньогородської губернської радянської партійної школи.
У червні 1926 — січні 1928 року — секретар Печерського волосного комітету ВКП(б) в селі Анкудіновка Нижньогородського повіту Нижньогородської губернії.
У січні 1928 — вересні 1929 року — секретар Борисо-Покровського волосного комітету ВКП(б) Нижньогородського повіту Нижньогородського краю.
У вересні 1929 — квітні 1931 року — курсант, секретар парткому Нижньогородської радянської партійної школи.
У квітні — жовтні 1931 року — завідувач культурно-пропагандистського відділу Муромського районного комітету ВКП(б) Нижньогородського краю. У 1931 році закінчив радянську партійну школу ІІ ступеня в місті Муромі.
У жовтні 1931 — липні 1932 року — завідувач організаційного відділу Котельницького районного комітету ВКП(б) Нижньогородського краю.
У липні 1932 — жовтні 1933 року — відповідальний інструктор Нижньогородського (Горьковського) крайового комітету ВКП(б).
У жовтні 1933 — листопаді 1937 року — 1-й секретар Кзил-Октябрського районного комітету ВКП(б) Горьковського краю (області).
У листопаді 1937 — червні 1938 року — в.о. 1-го секретаря Північно-Осетинського обласного комітету ВКП(б). Входив до складу особливої трійки, створеної за наказом НКВС СРСР від 30 липня 1937 року, брав активну участь у сталінських репресіях.
У червні — жовтні 1938 року — в розпорядженні ЦК ВКП(б) в місті Орджонікідзе, в розпорядження Горьковського обласного комітету ВКП(б) в місті Горькому.
У жовтні 1938 — квітні 1941 року — директор силікатного заводу в місті Горькому.
У квітні — грудні 1941 року — директор тресту тваринницьких радгоспів у місті Горькому.
У грудні 1941 — квітні 1942 року — слухач курсів удосконалення вищого політичного складу в місті Белебеї Башкирської АРСР.
Учасник німецько-радянської війни. У квітні 1942 — січні 1943 року — комісар інтендантського відділу 32-ї армії, у січні — червні 1943 року — заступник начальника штабу із політичної частини 65-ї морської бригади на Карельському фронті.
У червні 1943 — березні 1944 року — слухач курсів «Постріл» в місті Солнєчногорську Московської області.
У березні 1944 — лютому 1946 року — заступник командира із стройової частини 10-го стрілецького полку 45-ї стрілецької дивізії 14-ї окремої армії Карельського фронту.
У березні 1946 — січні 1951 року — заступник начальника з кадрів управління промислової кооперації міста Горького.
З січня 1951 року — начальник міського житлового управління міста Горького.
З 1968 року — персональний пенсіонер союзного значення в місті Горькому (Нижньому Новгороді).
Помер 5 листопада 1991 року. Похований на цвинтарі «Мар'їна Роща» в Нижньому Новгороді.

## Звання
- майор

## Нагороди
- орден Вітчизняної війни І ст. (26.11.1944)
- ордени
- медаль «За оборону Радянського Заполяр'я»
- медалі